# Púne
Púne vagy egyéb átírásokban Pune vagy Púna (maráthi: पुणे ) város India területén, Mahárástra szövetségi államban, Mumbaitól mintegy 160 km-re délkeletre. 

## Földrajz
A Dekkán-fennsíkon fekszik, a Mutha és Mula folyók összefolyásánál. Átlagos tengerszint feletti magassága 560 m. Nyugaton a Szahjádri-hegyek határolják.

## Éghajlat
| Hónap                                   | Jan. | Feb. | Már. | Ápr. | Máj. | Jún. | Júl. | Aug. | Szep. | Okt. | Nov. | Dec. | Év   |
| --------------------------------------- | ---- | ---- | ---- | ---- | ---- | ---- | ---- | ---- | ----- | ---- | ---- | ---- | ---- |
| Rekord max. hőmérséklet (°C)            | 35,3 | 38,9 | 42,8 | 43,3 | 43,3 | 41,7 | 36,0 | 35,0 | 36,1  | 37,8 | 36,1 | 35,0 | 43,3 |
| Átlagos max. hőmérséklet (°C)           | 29,8 | 32,1 | 35,6 | 37,6 | 36,9 | 31,9 | 28,3 | 27,6 | 29,4  | 31,5 | 30,4 | 29,2 | 31,7 |
| Átlagos min. hőmérséklet (°C)           | 11,2 | 12,2 | 15,7 | 19,6 | 22,6 | 23,1 | 22,4 | 21,7 | 20,9  | 18,4 | 14,5 | 11,5 | 17,8 |
| Rekord min. hőmérséklet (°C)            | 1,7  | 3,9  | 7,2  | 10,6 | 13,8 | 17,0 | 18,9 | 17,2 | 13,2  | 9,4  | 4,6  | 3,3  | 1,7  |
| Átl. csapadékmennyiség (mm)             | 1    | 0    | 2    | 9    | 27   | 173  | 181  | 145  | 146   | 86   | 25   | 7    | 803  |
| Havi napsütéses órák száma              | 295  | 283  | 301  | 303  | 313  | 183  | 115  | 112  | 177   | 245  | 264  | 279  | 2868 |
| Forrás: India Meteorological Department |      |      |      |      |      |      |      |      |       |      |      |      |      |

## Népesség
A város népessége 2011-ben 3,1 millió, míg elővárosokkal mintegy 5 millió fő volt.
2020-as népessége elővárosokkal meghaladta a 6,6 millió főt.

## Gazdaság
Púne egy fontos ipari központ, Bengaluru mellett a második Szílicium-völgyként is emlegetik. Különösen az autógyártás kiemelhető (Bajaj Auto, Tata Motors, Daimler AG, Volkswagen). 
Mint a többi nagy indiai városban, az információs és kommunikációs társaságok letelepedése erőteljes lökést adott a város gazdasági fejlődésének. A Pune Infotech (IT) ipari park 20 km-re a várostól, Hinjewadiban található.
A város központja az országos kémiai laboratóriumnak, egyike a legfontosabb laboratóriumok helyszínének, kutatási központ és egyetemi város. 
Púne további fő ipari termékei: gépek, gyógyszer, papír, szappan, textília.

## Híres előadók
Púnáben alakult a híres indiai reggea együttes, a Riddim Funktion Collective. Számaik többek közt a Simmer down, illetve a So Much Trouble In The World (utóbbi egy Bob Marley dal átdolgozása). 

## Fordítás
- Ez a szócikk részben vagy egészben  a   Pune című angol Wikipédia-szócikk fordításán alapul.  Az eredeti cikk szerkesztőit annak laptörténete sorolja fel. Ez a jelzés csupán a megfogalmazás eredetét és a szerzői jogokat jelzi, nem szolgál a cikkben szereplő információk forrásmegjelöléseként.
- Ez a szócikk részben vagy egészben  a   Pune című francia Wikipédia-szócikk fordításán alapul.  Az eredeti cikk szerkesztőit annak laptörténete sorolja fel. Ez a jelzés csupán a megfogalmazás eredetét és a szerzői jogokat jelzi, nem szolgál a cikkben szereplő információk forrásmegjelöléseként.